# 蚌埠公交101路
蚌埠公交101路，是中国安徽省蚌埠市的一条公交线路，由肉联厂首末站开往张公湖，为蚌埠市最早开通的公交线路，由蚌埠市公共交通集团有限公司运营、管理。

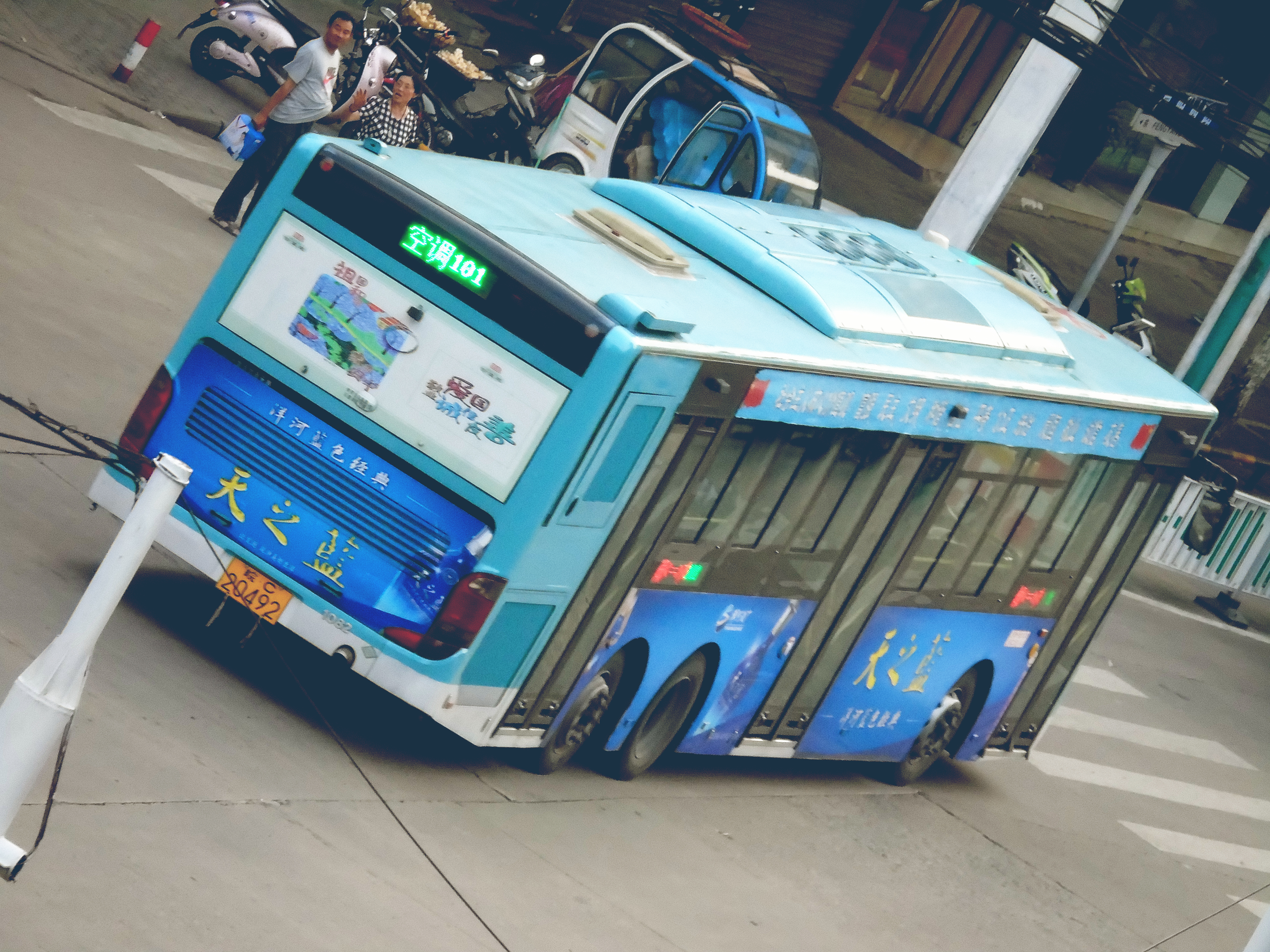
蚌埠公交101路曾使用的安凯三轴客车

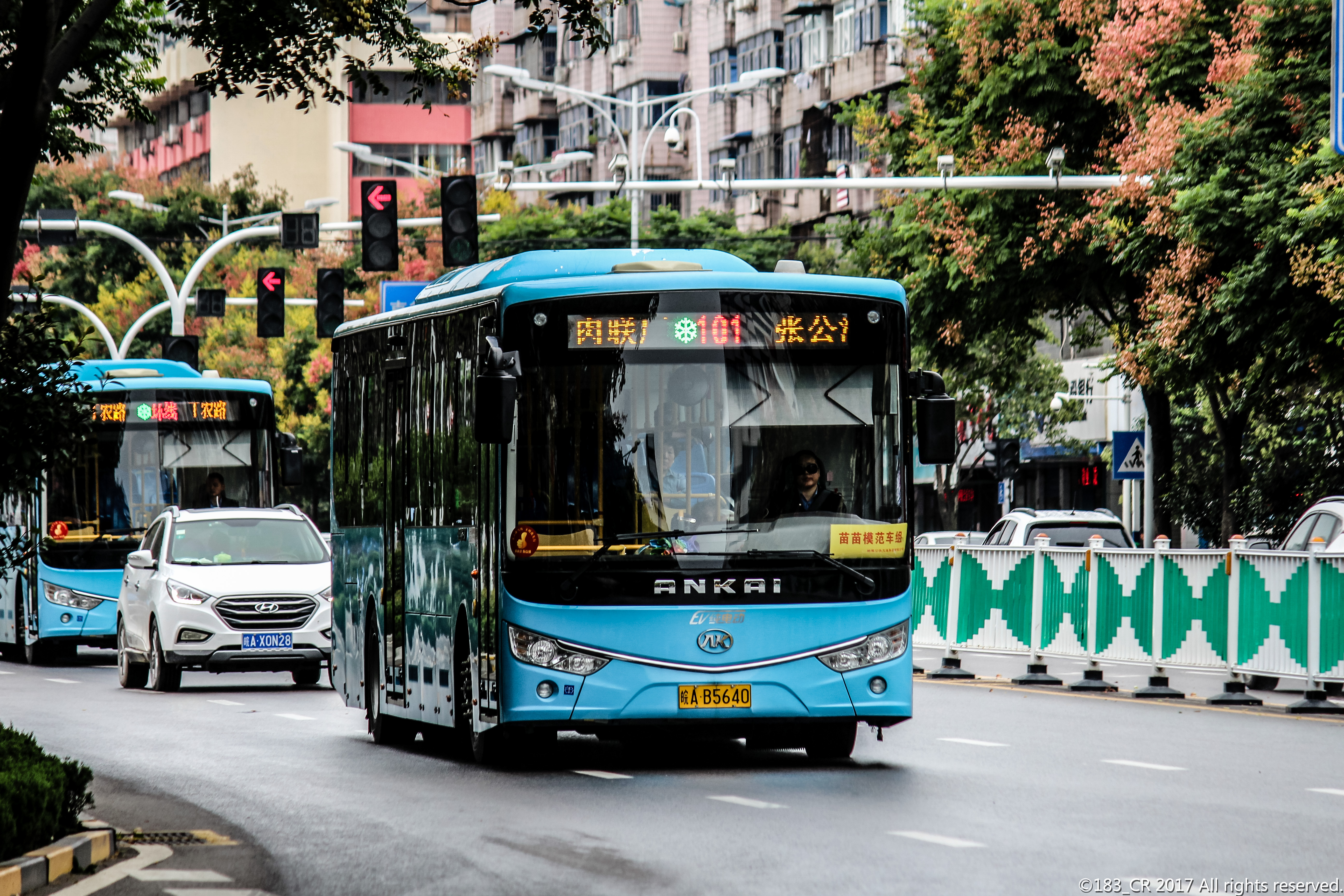
蚌埠公交101路跨越朝阳路·红旗一路站

## 历史

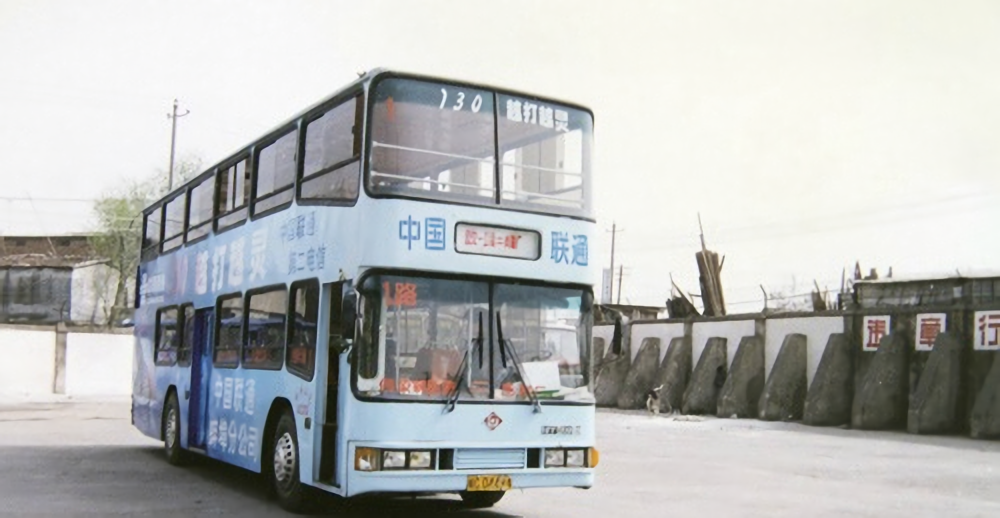
2000年使用双层客车的1路
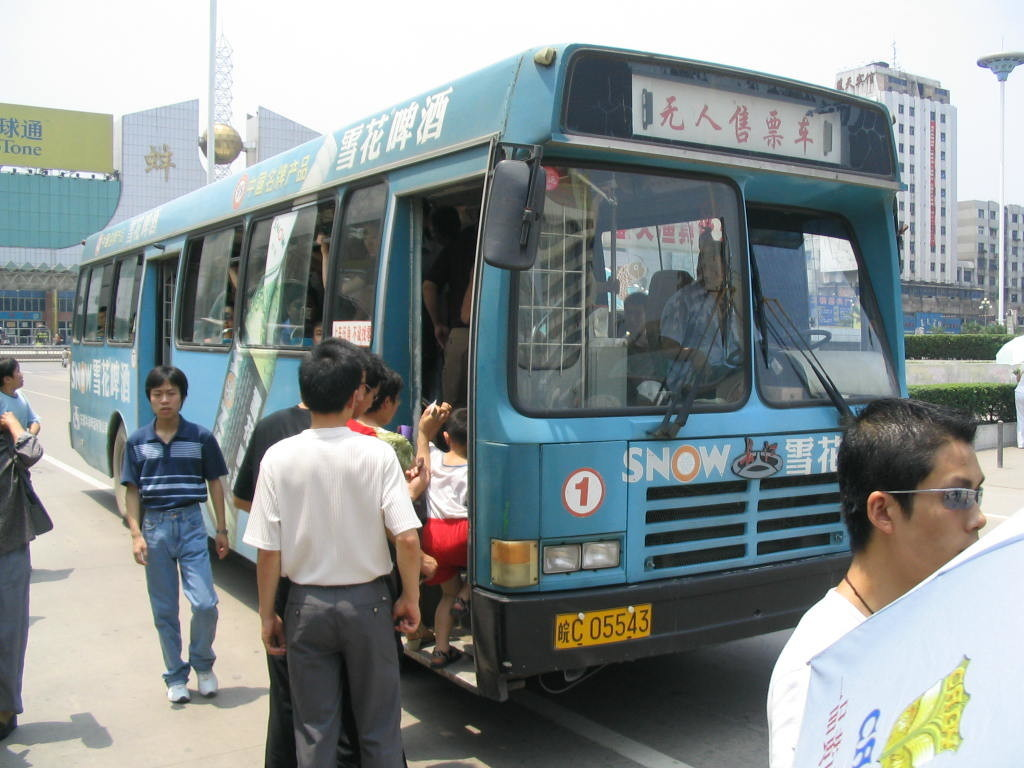
2001年使用长江客车的1路无人售票车
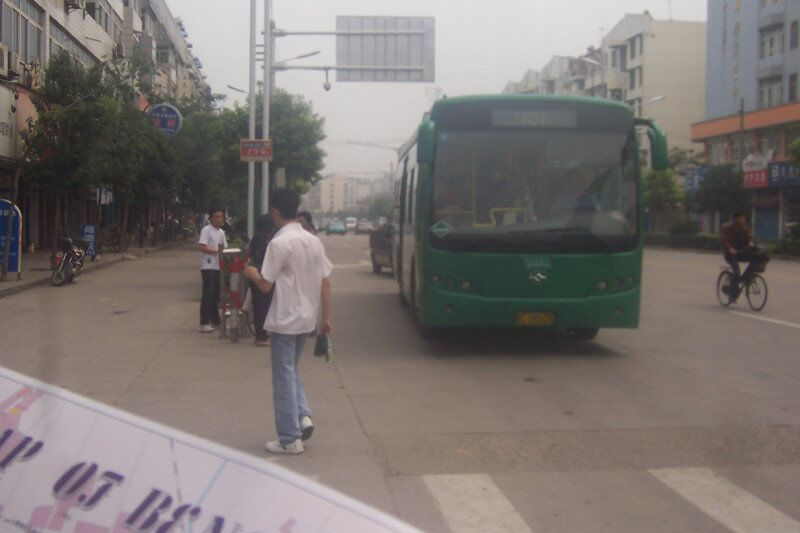
2007年公交改革后使用黄海欧风的101路
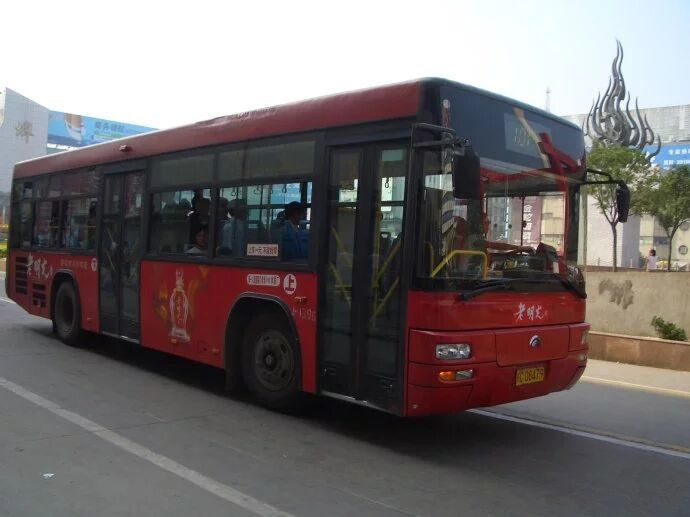
2007年公交改革后使用宇通客车的101路
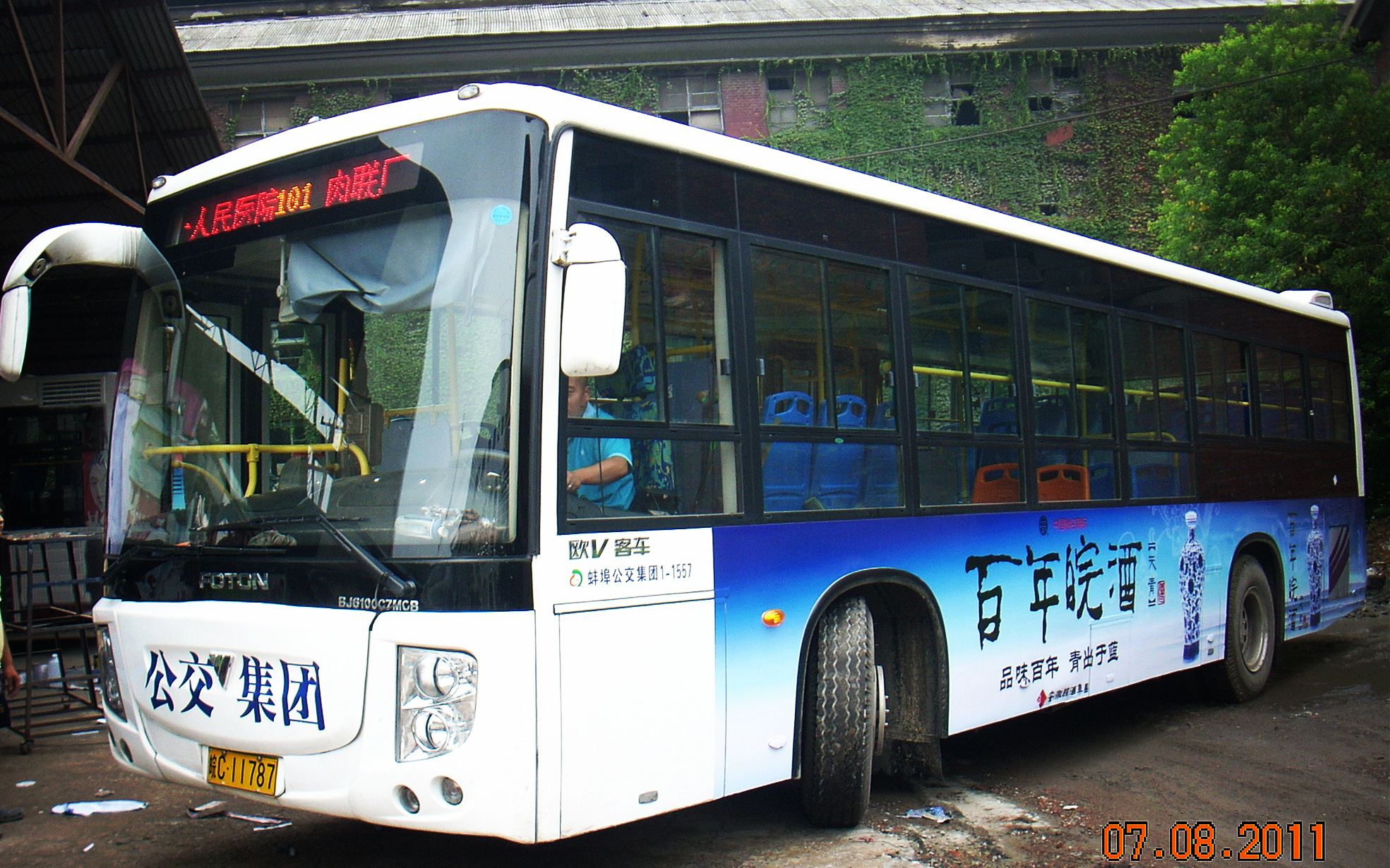
2010年-2013年101路曾使用过的福田客车
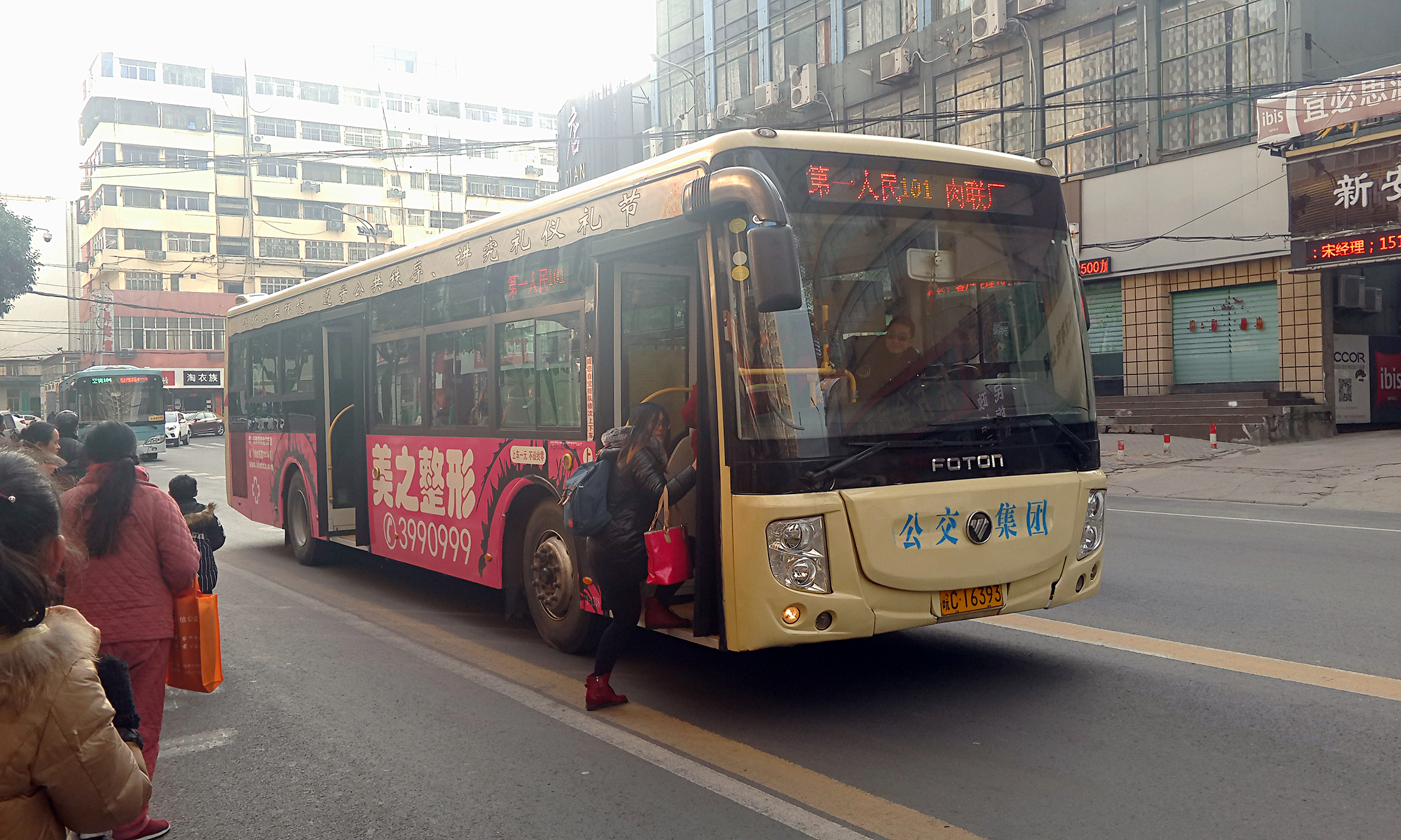
101路曾使用过的福田BJ6123C7BCD-1型天然气客车
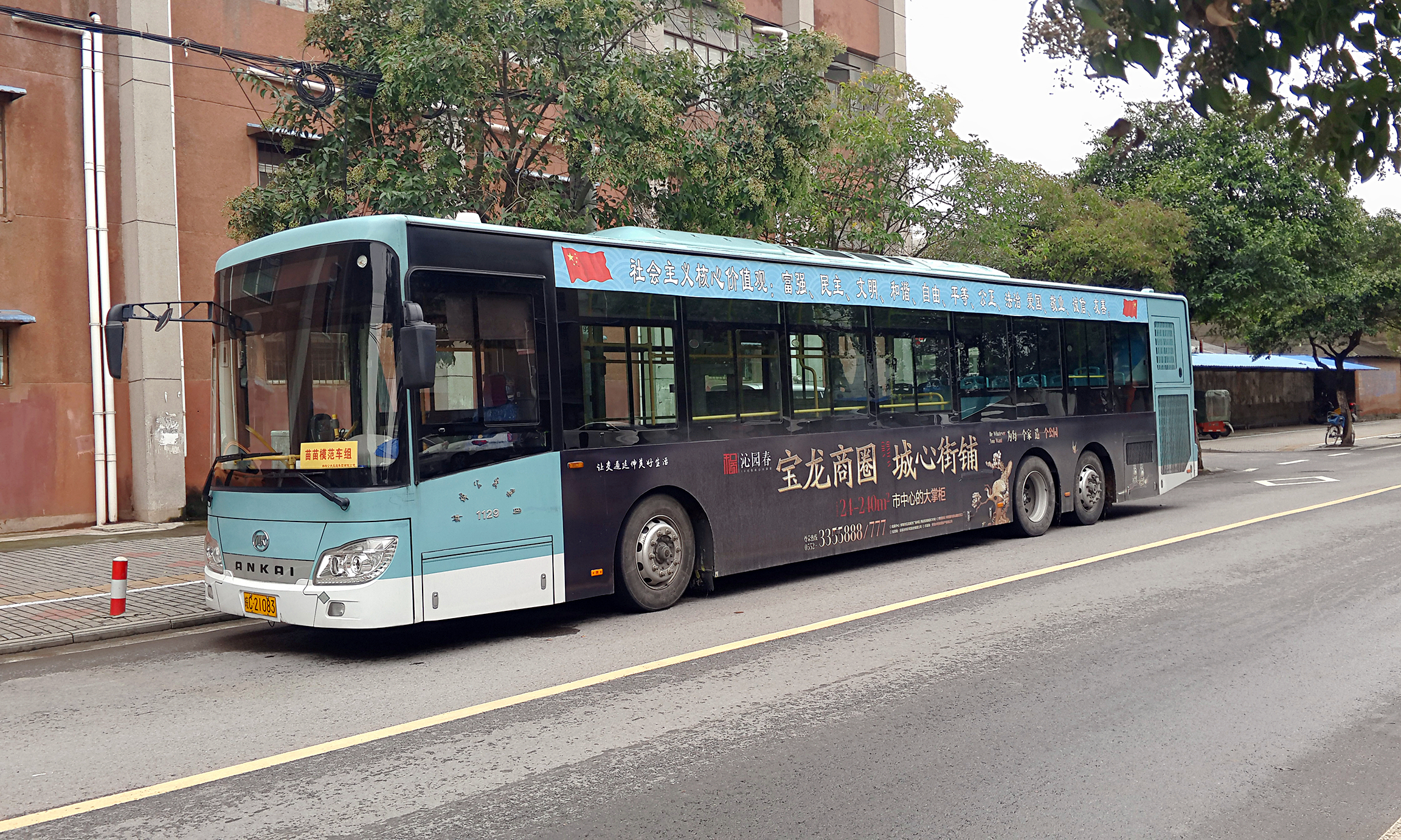
101路曾使用过的安凯HFF6140G06CE5型14米天然气空调车
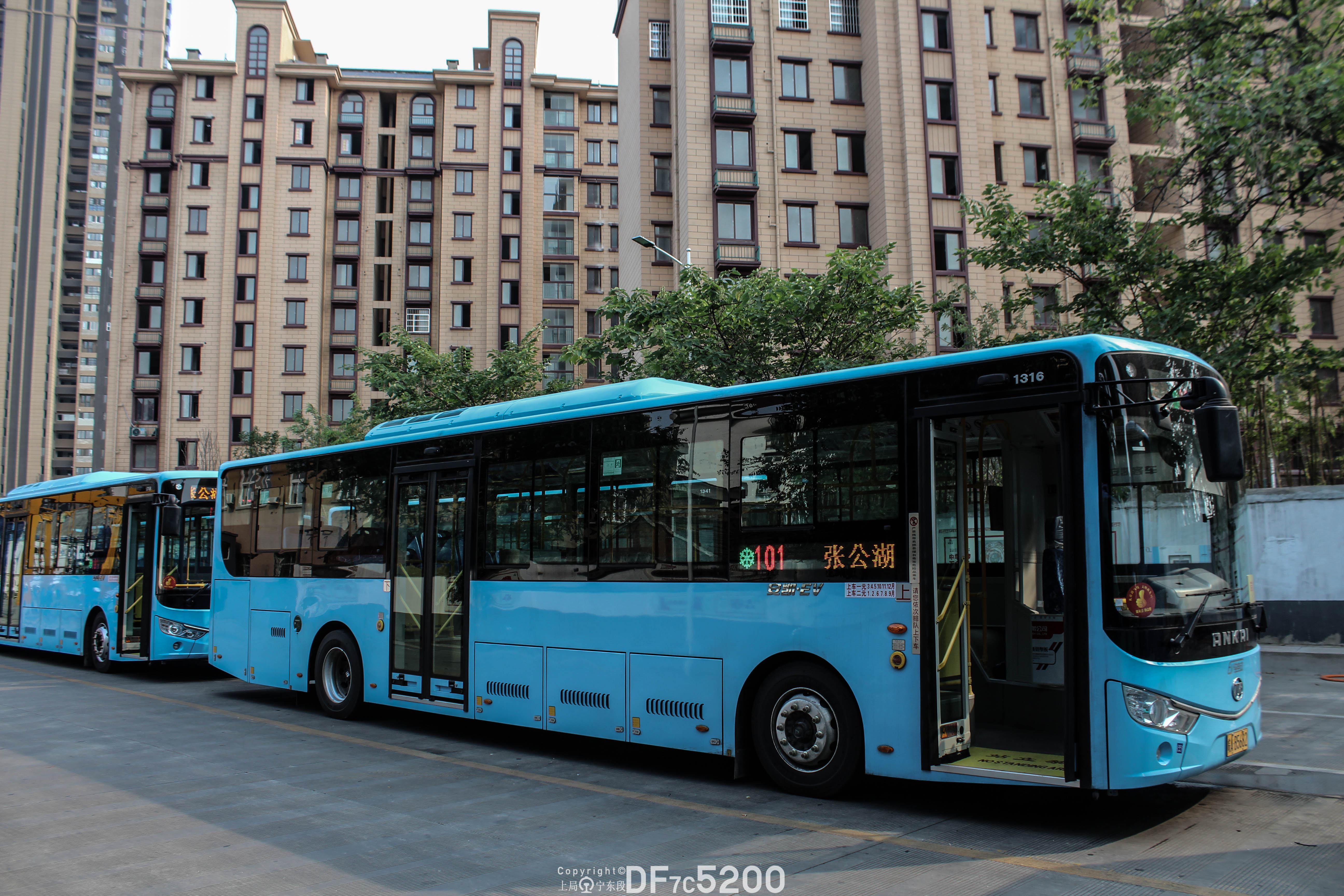
101路目前使用的安凯HFF6129G03EV-1型客车
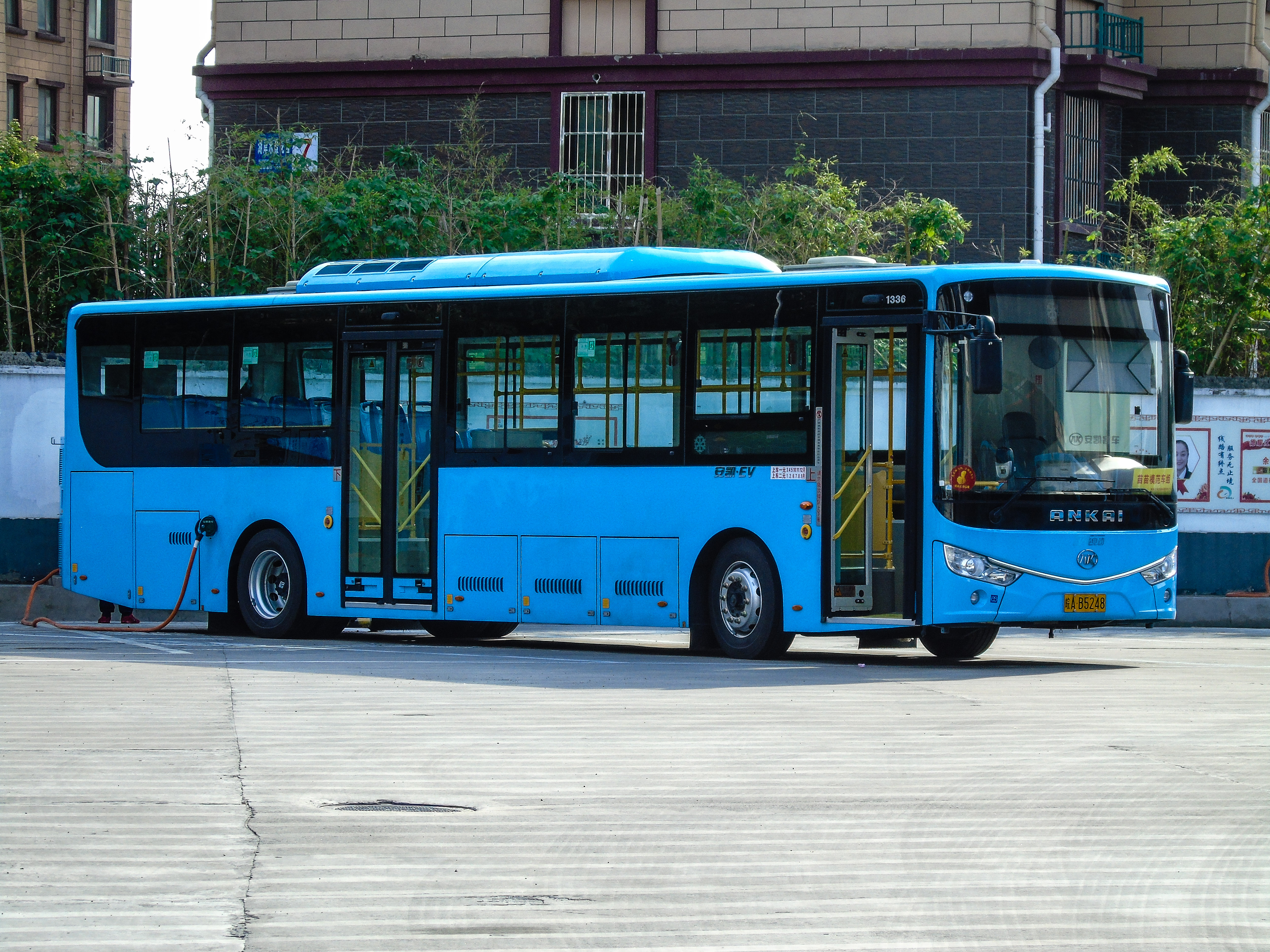
101路目前使用的安凯HFF6129G03EV-1型客车

- 1956年1月1日，蚌埠公交公司正式成立。公交集团建司时仅有1条线路2台车和4名员工，全长5.28公里10个停靠站，该线路即为现101路的前身。
- 1990年代，蚌埠公交公司购买百余台10米长江·福来西宝柴油客车投入运营。
- 1990年代，蚌埠公交公司购买了双层巴士，投入1路运营。
- 2001年，蚌埠公交公司响应全国号召，1路改实行无人售票制。
- 2005年，蚌埠公交公司实行公交改革，1路变更为101路，并购置黄海DD6105S05型30台，投放101路，原双层巴士和长江下放至其他线路。[2][3]
- 2010年，蚌埠公交集团购置福田BJ6100C7MCB型天然气客车，投放101路，原黄海下放至其他线路。
- 2012年，蚌埠公交集团购置福田BJ6121C7MTB型天然气空调车，投放101路。
- 2013年，蚌埠公交集团购置福田BJ6123C7BCD-1型天然气客车，投放101路，原福田BJ6100C7MCB型下放至其他线路。
- 2014年，蚌埠公交集团购置安凯HFF6140G06CE5型14米天然气空调车，投放101路，原福田BJ6121C7MTB型下放至其他线路。
- 2017年7月，蚌埠公交集团租赁安凯12米纯电动空调车，三轴客车逐渐退出101路。[4][5][6][7]

## 站点

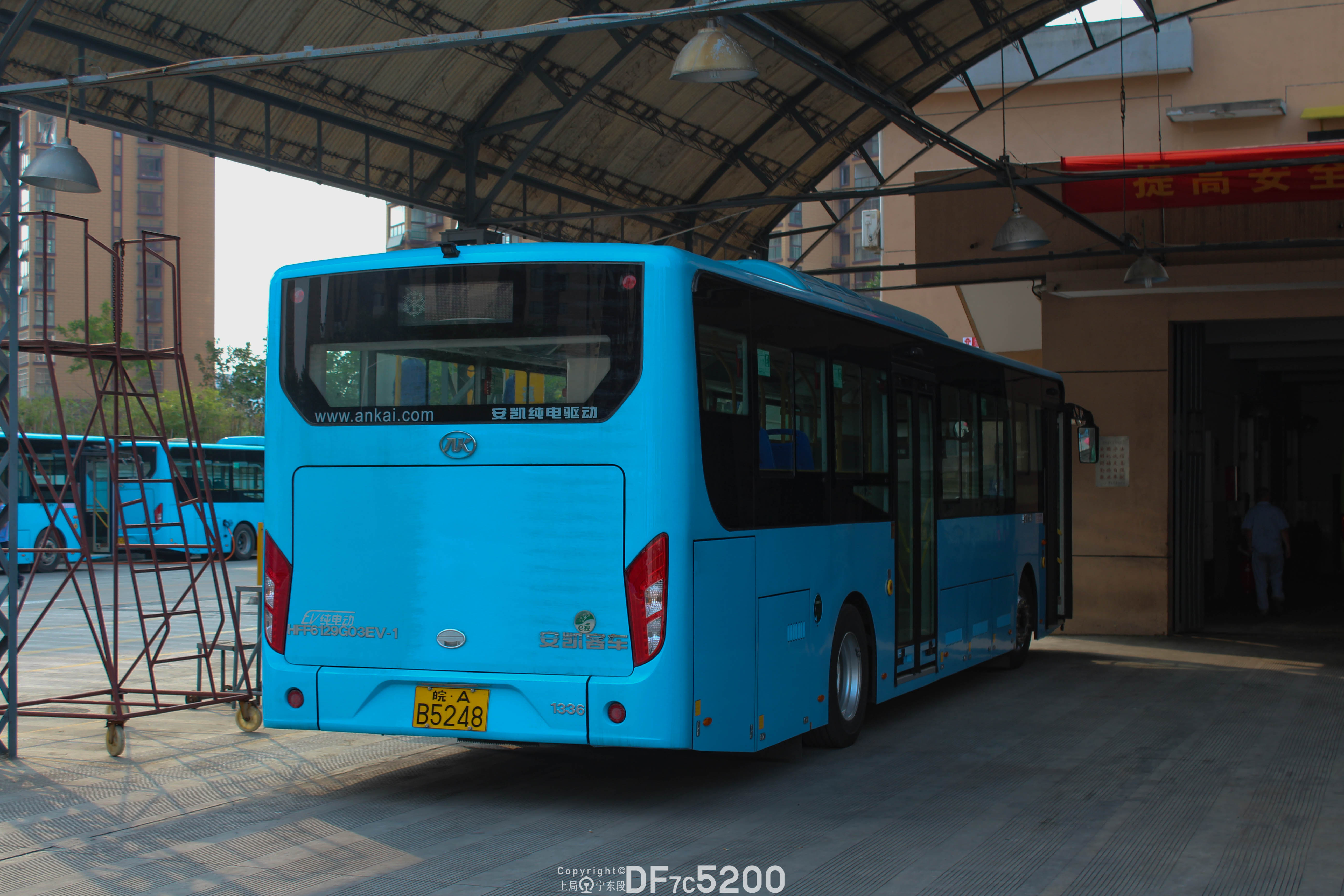
蚌埠公交101路使用的安凯纯电动客车

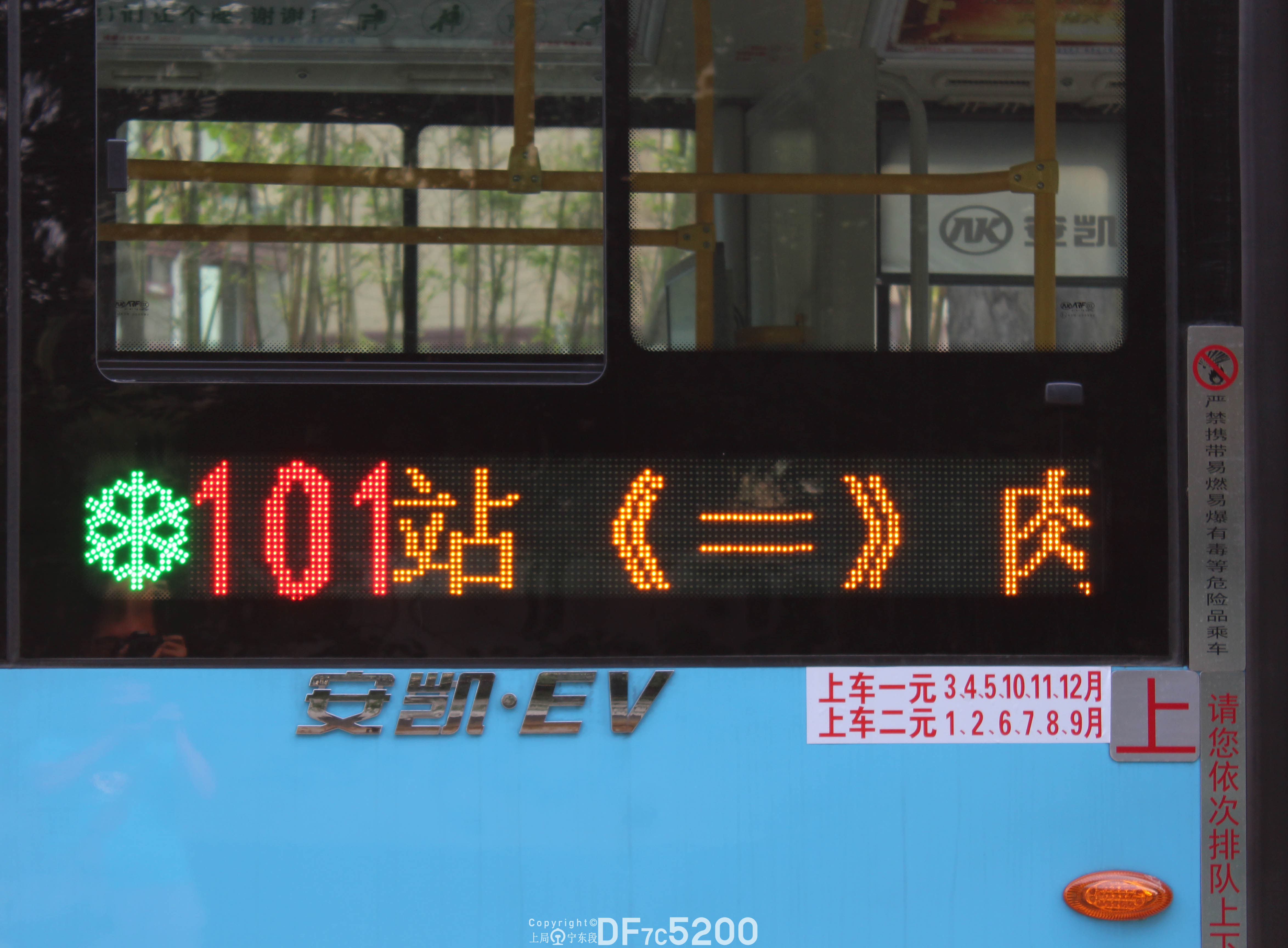
蚌埠公交101路使用的安凯纯电动客车电子显示屏

### 途经站
- 往张公湖 ： 肉联厂首末站 - 珠城路·凤阳东路 - 解放路·凤阳东路 - 东方明珠 - 三中 - 火车站 - 第二人民医院 - 中荣街 - 第三人民医院 - 一中 - 四中 - 南岗四路南 - 张公湖[8][9][10]
- 往肉联厂 ： 张公湖 - 南岗四路南 - 四中 - 一中 - 第一实验学校 - 第三人民医院 - 中荣街 - 第二人民医院 - 火车站 - 三中 - 东方明珠 - 解放路·凤阳东路 - 珠城路·凤阳东路 - 肉联厂首末站[11][12]

### 换乘站
以下内容均统计自：蚌埠市公共交通集团有限公司营运线路一览表
- 肉联厂首末站 ： 129路
- 珠城路·凤阳东路 ： 129路
- 解放路·凤阳东路 ： 129路
- 东方明珠 ： 107路 115路 118路 128路 207路 208路 222路
- 三中 ： 107路 115路 118路 128路 206路 207路 208路
- 火车站 ： 103路 104路 107路 109路 110路 112路 115路 128路 206路 207路 208路 301路 302路
- 第二人民医院 ： 103路 104路 107路 109路 110路 111路 115路 128路 微3路 204路 206路 207路 208路
- 中荣街 ： 102路 环线1路 微3路
- 第一实验学校 ： 106路 116路 118路
- 第三人民医院 ： 102路 105路 106路 108路 116路 118路 302路
- 一中 ： 102路 106路 108路 116路 136路 环线1路 302路
- 四中 ： 103路 104路 119路 126路 135路 136路 环线1路
- 南岗四路南 ： 103路 110路 136路
- 张公湖首末站 ： 119路 135路 微1路

## 票价
2018年3月15日起，支付宝刷卡机开始在蚌埠公交101路、107路、118路、126路、127路、128路、138路7条线路试运行，乘客可以通过支付宝手机软件进行扫码付费乘车，支付宝扫码乘车的支付票价和投币票价相同，暂不享受刷卡优惠。
- 未持卡乘客普通车投币1元，空调车投币2元。
- 持普通电子钱包卡普通车0.9元/次，空调车1.8元/次。
- 持学生月票卡合普通车0.18元/次，成人卡0.36元/次，空调车额外投币1元或刷卡0.9元。
- 持老人卡、拥军卡、爱心卡的乘客免费乘车。[14]

## 资料来源
1. ↑  .   [2017-06-14]. （原始内容存档于2017-08-02）.
2. ↑  .   [2017-08-20]. （原始内容存档于2020-10-31）.
3. ↑  .   [2017-08-20]. （原始内容存档于2019-07-24）.
4. ↑  .   [2017-06-14]. （原始内容存档于2017-08-07）.
5. ↑  .   [2017-06-14]. （原始内容存档于2017-07-31）.
6. ↑  .   [2017-06-14]. （原始内容存档于2017-08-01）.
7. ↑  .   [2017-08-07]. （原始内容存档于2017-08-07）.
8. ↑  1月23日起蚌埠三条公交线路调整走向[永久]
9. ↑  蚌埠市胜利路部分路段施工 三条公交改线[]
10. ↑  蚌埠多个公交站点在近期迁移[]
11. ↑  .   [2017-06-13]. （原始内容存档于2017-07-07）.
12. ↑  .   [2017-06-15]. （原始内容存档于2017-07-08）.
13. ↑  【支付宝乘车】蚌埠云公交卡使用指南 新浪微博
14. ↑  .   [2017-06-17]. （原始内容存档于2018-03-09）.